# Dwór Wańkowiczów w Mińsku
Dwór Wańkowiczów (biał. Дом Ваньковічаў) – dwór w stylu klasycystycznym z końca XVIII wieku w Górnym Mieście w Mińsku, należący w przeszłości do rodziny Wańkowiczów. Między innymi mieszkał w nim malarz Walenty Wańkowicz (1799–1842). 
W XIX wieku dwór pełnił funkcję salonu artystycznego. We dworze bywali Jan Krzysztof Damel, Stanisław Moniuszko, Wincenty Dunin-Marcinkiewicz, Władysław Syrokomla – przyjaciele Władysława Wańkowicza.
Dwór jest budynkiem parterowym, zbudowanym z drewna, z otynkowanymi ścianami, na kamiennej podmurówce, nakryty wysokim czterospadowym dachem. Główne wejście prowadzi przez ośmiokolumnowy portyk zwieńczony trójkątnym frontonem z półokrągłym oknem. Elewacje zdobią lizeny. Z dawnego zespołu dworskiego zachowała się jedna drewniana piętrowa oficyna oraz szeroka brama wjazdowa.
Od 2000 we dworze mieści się muzeum poświęcone twórczości malarza, do którego eksponaty wypożyczono z Polski. W maju 2016 roku muzeum otrzymało z Muzeum Literatury w Warszawie pełny zbiór dzieł reportażysty i pisarza Melchiora Wańkowicza. 
Dziełem Walentego Wańkowicza jest m.in. popularny portret Adama Mickiewicza „Mickiewicz na Judahu skale”.